# Torviscosa

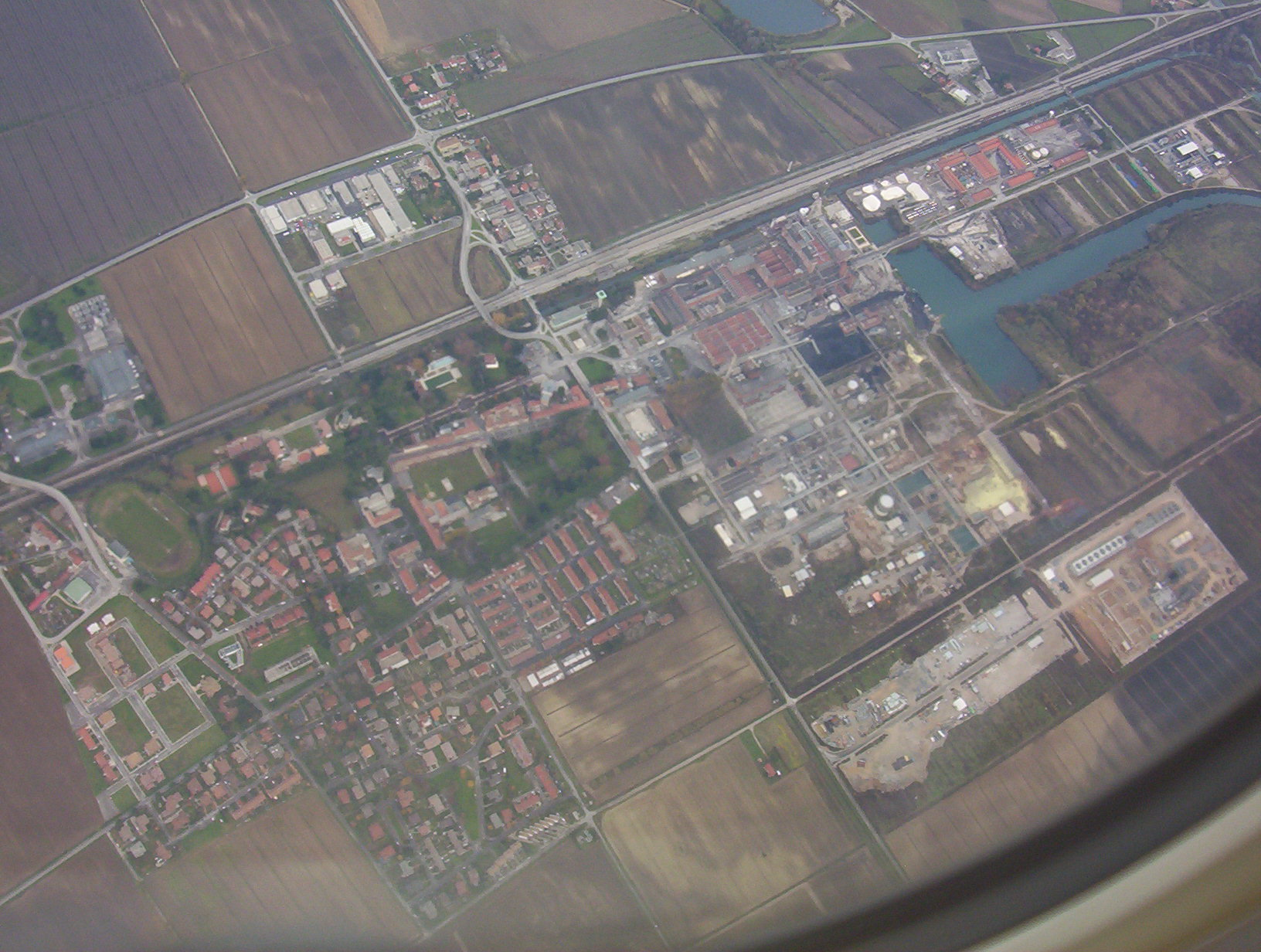
Torviscosa aus der Luft

Torviscosa (furlanisch: Tor di Zuin bzw. il Tor) ist eine nordostitalienische Gemeinde (comune) mit 2590 Einwohnern (Stand 31. Dezember 2023) in der Region Friaul-Julisch Venetien. Die Gemeinde liegt etwa 27 Kilometer südsüdöstlich von Udine.

## Gemeindepartnerschaft
Torviscosa unterhält eine Partnerschaft mit der französischen Gemeinde Champ-sur-Drac im Département Isère.

## Verkehr
Durch die Gemeinde führt die Strada Statale 14 della Venezia Giulia von Venedig bzw. Mestre zur slowenischen Grenze. In Torviscosa befindet sich ein Betriebsbahnhof an der Bahnstrecke Venedig–Triest.